# يوسف بن يعقوب القاضي
يوسف بن يعقوب بن إسماعيل بن حماد بن زيد، أبو محمد القاضي البصري، الأزدي (208-297 هـ، 823-910 م) من أئمة ورواة الحديث الثقات، حرص عليه أهله، وكان أسند أهل زمانه ببغداد، قال الخطيب: كان ثقة صالحًا عفيفًا ، مهيبًا سديد الأحكام. ولي القضاء بالبصرة وواسط في سنة ست وسبعين ومائتين، وضم إليه قضاء الجانب الشرقي من بغداد. مات يوسف القاضي في رمضان سنة سبع وتسعين.

## أخباره
ذكر الخطيب في تاريخ بغداد أن أبا بكر بن أبي الدنيا دخل على يوسف القاضي، فسأله عن قوته، فقال القاضي: أجدني كما قال سيبويه:
ونحن في جد وأنت تهزل
فقال ابن أبي الدنيا:

## روايته للحديث النبوي
- سمع وهو حدث من مسلم بن إبراهيم وسليمان بن حرب وعمرو بن مرزوق ومحمد بن كثير العبدي ومسدد بن مسرهد ومحمد بن أبي بكر المقدمي وهدبة بن خالد وشيبان بن فروخ وعلي بن المديني وطبقتهم.
- حدث عنه: أبو عمرو بن السماك وأبو سهل القطان وعبد الباقي بن قانع ودعلج بن أحمد وأبو بكر الشافعي وأبو القاسم الإسماعيلي وأبو أحمد بن عدي وعلي بن محمد بن كيسان وخلق كثير.[4]

## مؤلفاته
ومن تأليفه:
- كتاب العلم.
- كتاب الزكاة.
- كتاب الصيام.
- كتاب السنن.
- كتاب الدعاء.
- كتاب التسبيح والذكر.